# ダルシー・ワイスバッハの式
流体力学において、ダルシー・ワイスバッハの式 (英: Darcy–Weisbach Equation) は流れが十分に発達した円管内定常流の管壁による摩擦損失を与える式である。この式は、配管に流れる流体と管壁の摩擦に起因する損失水頭、もしくは圧力損失を記述している。この式はヘンリー・ダルシーにより開発され、1845年にユリウス・ワイスバッハにより修正されているが、式の原型はプロニーの式である。式の名はヘンリー・ダルシー及びユリウス・ワイスバッハの名をとって名づけられた。

## 損失水頭式
損失水頭は次のように計算される。
{\displaystyle h_{\mathrm {f} }=f{\frac {LV^{2}}{2gD_{\mathrm {H} }}}}
円管にて満水の場合は、次のようになる。
{\displaystyle h_{\mathrm {f} }=f{\frac {LV^{2}}{2gD}}}
ここで
- hf: 摩擦による損失水頭　(国際単位系: m)
- L: 配管の長さ (m)
- DH: 水力直径　(円管の場合は内径Dと一致する) (m)
- V: 断面平均流速 (配管断面の湿潤面積あたりの体積流量に一致する)　(m/s)
- g: 重力加速度 (m/s2)
- f: 無次元の摩擦損失係数。ムーディー線図により求めるか、より正確にはコールブルックの式により求める。

## 圧力損失式
損失水頭 hf を圧力損失Δpに変形する場合、損失水頭式の両辺にρ及び g を掛けることでΔp が次のようになる。
{\displaystyle \Delta p=\rho gh_{\mathrm {f} }=\rho gf{\frac {L}{D}}{\frac {V^{2}}{2g}}}
つまり、圧力損失に関して、次のようにも表現できる。
{\displaystyle \Delta p=f{\frac {L}{D}}{\frac {\rho V^{2}}{2}}}
- Δp : 摩擦による圧力損失　(Pa または kg/ms2)
- ρ : 流体の密度　(kg/m3)

## 摩擦損失係数
摩擦損失係数 f は定数ではなく、配管のパラメータ及び流れの流速による変数であり、ある流れ領域内では高い精度で知られている。摩擦損失係数はある条件に関しさまざまな経験的方法または理論的方法により得られる。すでに発表されている図表から摩擦損失を得ることもできる。

### 層流
層流状態では、ハーゲン・ポアズイユの法則により、摩擦損失係数は f = 64/Re となる。

### 乱流
乱流状態では、摩擦損失係数 f を求めるには次の方法がある。
- コールブルックの式・・・反復計算が必要だが正確。
- ムーディー線図・・・図表より求めるので簡便だが正確性に欠く。コールブルックの式を用いてムーディーによって作成された。
- 円管の満水流れに関しては直接求めることができるような近似式が多数提案されている（摩擦損失係数を参照）。

## 歴史
ダルシー・ワイスバッハの式はプロニーの式の変形であり、この変形式はフランスのヘンリー・ダルシーにより開発され、さらには1845年にドイツザクセン州のユリウス・ワイスバッハにより修正され、現在使用されている式となった。最初は、流速と摩擦損失係数に関するデータが乏しかったため、ダルシー・ワイスバッハの式は多くの点で経験式であるプロニーの式より不便であった。その後、計算がかなり容易なヘーゼン・ウィリアムスの式やマニングの式などの特定の流動様式にのみ有効なさまざまな経験式が好まれるにつれて、本式は特別なケースにしか用いられなくなっていった。しかし、計算機の登場により計算の難易度はもはや問題にならなくなり、本式が記述する一般原理、つまりはいろいろな流れにおいて適用可能であることから、次第に利用されるようになった。

## 起源
ダルシー・ワイスバッハの式は次元解析により得られた現象を記述する公式である。
流れの特性は配管に沿った位置とは無関係であり、重要な変量は配管単位長さあたりの水圧低下Δp/Lと体積流量である。体積流量は流れの湿潤面積で割ることで断面平均流速Vに変換される。配管が流体で満水の場合については湿潤面積は配管の断面積に等しい。
圧力の次元は単位体積あたりのエネルギーである。ゆえに、2点間の圧力損失は(1/2)ρV2の比となるはずであり、単位体積あたりの運動エネルギーに関する式に似て同じ次元となる。さらに、単位長さあたりの圧力損失は一定であることから、圧力は2点間の配管長さLに比例する。無次元量の比例定数との関係によりこのLを同径配管では一定の水力直径DHによって割ることができる。それゆえ次の式が導かれる。
{\displaystyle \Delta p\propto {\frac {L}{D_{\mathrm {H} }}}{\frac {1}{2}}\rho V^{2}}
比例定数は無次元の摩擦損失係数である。この無次元定数は幾何学的因子であるレイノルズ数 {\displaystyle {Re}}と相対粗度(=絶対粗度÷水力直径)の二つの関係によって決まる。
(1/2)ρV2は次の理由から流体についての単位体積あたりの運動エネルギーとは異なる。層流の場合では、全ての流線は配管の長さ方向に平行であり、配管の壁面表面での流速は粘性によりゼロとなり、流れの中央では流速が体積流量を湿潤面積で割った断面平均流速より大きくなる。そのため平均運動エネルギーは断面平均流速の二乗よりもいつも大きい。乱流の場合は、流体は全方向に対して不規則な流速成分を有し、配管長さ方向に対して垂直な流速成分も含まれることから、流れの乱れは単位体積あたりの運動エネルギーに寄与するが、垂直方向の平均流速には寄与しない。

## 実用化
流体工学上、本式は配管の体積流量を用いた損失水頭式にした方が望ましいこともある。先に記載された本式の損失水頭式に次の式を代入する必要がある。
{\displaystyle V^{2}={\frac {Q^{2}}{A_{\mathrm {w} }^{2}}}}
ここで
- V : 断面平均流速(配管断面の湿潤面積あたりの体積流量に一致する)　(m/s)
- Q : 体積流量　(m3/s)
- Aw :  配管断面の湿潤面積　(m2)

一般的なケースでは、Awの値は、配管の傾斜、断面形状、流量及びその他の変数による陰関数であり、すぐには求めることが難しい。しかし、配管が満水状態で流れかつ円管であるという実用上よくあるシナリオであるときには、次の式が成り立つ。
{\displaystyle A_{\mathrm {w} }^{2}=\left({\frac {\pi D^{2}}{4}}\right)^{2}={\frac {\pi ^{2}D^{4}}{16}}}
- D　：　円形配管の直径　(m)

この結果を最初の損失水頭式に代入すると満水状態の円管流れについての体積流量を用いた損失水頭式に変換される。
{\displaystyle h_{\mathrm {f} }={\frac {8fLQ^{2}}{\pi ^{2}gD^{5}}}}